# Luna Park (série télévisée)
 (mai 2022).

Luna Park est une série télévisée italienne créée par Isabella Aguilar et réalisée par Anna Negri et Leonardo D'Agostini (it). Sa sortie est prévue le 30 septembre 2021 sur Netflix[réf. nécessaire].

## Distribution
- Lia Grieco : Rosa Gabrielli
- Guglielmo Poggi : Giggi Gabrielli
- Gaia Girace :
- Olivia Castanho : Nora
- Fabrizia Sacchi : Lucia Gabrielli
- Alessandra Carrillo : Tina
- Elisa del Genio :
- Ludovica Martino : Stella
- Tommaso Ragno : Antonio Marini
- Simona Tabasco : Nora
- Mario Sgueglia : Ettore Marini
- Margherita Morchio :
- Alessio Lapice : Simone Baldi
- Paolo Calabresi : Giuseppe Gabrielli
- Allegra Levy : Rosa
- Lorenza Indovina : Doriana Baldi
- Milvia Marigliano : Nonna Mirande
- Michele Bevilacqua : Lando Baldi
- Edoardo Coen : Matteo Baldi
- Anthony Souter : Claude Vanet
- Daniel Hall : Canio Grotta
- Lidia Vitale : Daria Dominici
- Davide Valle : Cesare Grotta
- Roberto Evangelista : Canio Grotta
- Julia Mondi : Mildrid Wallace
- Marta Bulgherini : Eva
- Mattia Bisonni : Antico Romano